# Гернес, Рудольф
Рудольф Гернес (Гёрнес, Хёрнес, нем. Rudolf Hoernes Hoernes; 7 октября 1850, Вена — 20 августа 1912, Юдендорф-Штрасенгель, Штирия, Австро-Венгрия) — австрийский геолог и палеонтолог. Профессор (1876). Доктор философии (1875).
Член-корреспондент Академии наук Австрии.

## Биография
Сын геолога и палеонтолога Морица Гернеса-старшего. Брат известного археолога и историка Морица Гернеса.
Изучал естественных науки в Венском университете. Ученик Эдуарда Зюсса. С 1873 работал ассистентом минералогического отдела венского музея естествознания. С 1876 — доцентом геологии, позже стал профессором геологии в университете Граца.
За время работы описал геологическую историю Южного Тироля и прилегающих к нему районов Венето и опубликовал многочисленные отчеты. Как палеонтолог занимался изучением ископаемых третичного периода, одного из двух геологических периодов кайнозойской эры.
Известен своими исследовании в области землетрясении. В 1878 году он предложил классификацию землетрясений:
- просадочные землетрясения,
- вулканические землетрясения
- тектонические землетрясения.

В 1893 году опубликовал подробный с геологической точки зрения учебник по теории землетрясений (Erdbebenkunde).

## Избранные публикации
- Die Gastropoden der Meeresablagerungen der I. und II. miocänen Mediterranstufe. In: Abhandlungen der Geologischen Reichsanstalt, 1879-82
- Elemente der Paläontologie, Verlag von Veit & Comp., Leipzig 1884
- Erdbebenkunde, Verlag von Veit & Comp., Leipzig 1893
- Zur Ontogenie und Phylogenie der Cephalopoden. In: Jahrbuch der kaiserlich-königlichen geologischen Reichsanstalt Band LIII, 1903, Heft 1, Verlag der k. k. Geologischen Reichsanstalt, in Comission bei R. Lechner (W. Müller), Wien 1903, S. 1 — 32.